# Quadromalus colombiensis
Quadromalus colombiensis är en spindeldjursart som beskrevs av Moraes, Denmark och Guerrero 1982. Quadromalus colombiensis ingår i släktet Quadromalus och familjen Phytoseiidae. Inga underarter finns listade i Catalogue of Life.